# Aluizio Abranches
Aluizio Abranches (Rio de Janeiro, 1961) è un regista brasiliano.

## Biografia
Dopo essersi laureato in economia nel 1982 all'età di 20 anni, Aluizio Abranches si trasferì a Londra per conseguire il master. Fu in Inghilterra che Abranches cominciò a dedicarsi al cinema, frequentando la London International Film School.
Dopo un periodo in cui fu assistente regista, nel 1999 Aluizio Abranches fece il suo debutto dirigendo Un bicchiere di rabbia. Il film venne presentato lo stesso anno al Toronto International Film Festival nella sezione "Scoperta" e al Festival internazionale del cinema di Berlino nella sezione "Panorama", mentre nel 2000 ricevette 6 candidature al Grande Prêmio Cinema Brasil.

## Filmografia
- A Porta Aberta (corto) (1989)
- Un bicchiere di rabbia (Um Copo de Cólera) (1999)
- Il cuore criminale delle donne (As Três Marias) (2002)
- From Beginning to End - Per sempre (Do Começo ao Fim) (2009)